# 명지다목적인조잔디운동장
명지다목적인조잔디운동장(鳴旨多目的人造잔디運動場, Myeongji Artificial Grass Stadium)은 대한민국 부산광역시에 있는 스포츠 시설이다. 인조잔디 필드가 갖춰진 경기장이며, 2012년 5월에 준공되었다.

## 참고 문헌
- “강서구 공공체육시설 현황”. 강서구청.
- 《2023 전국 공공체육시설 현황 (2022년 12월말 기준)》. 대한민국 문화체육관광부. 2024.